# سد شاحك

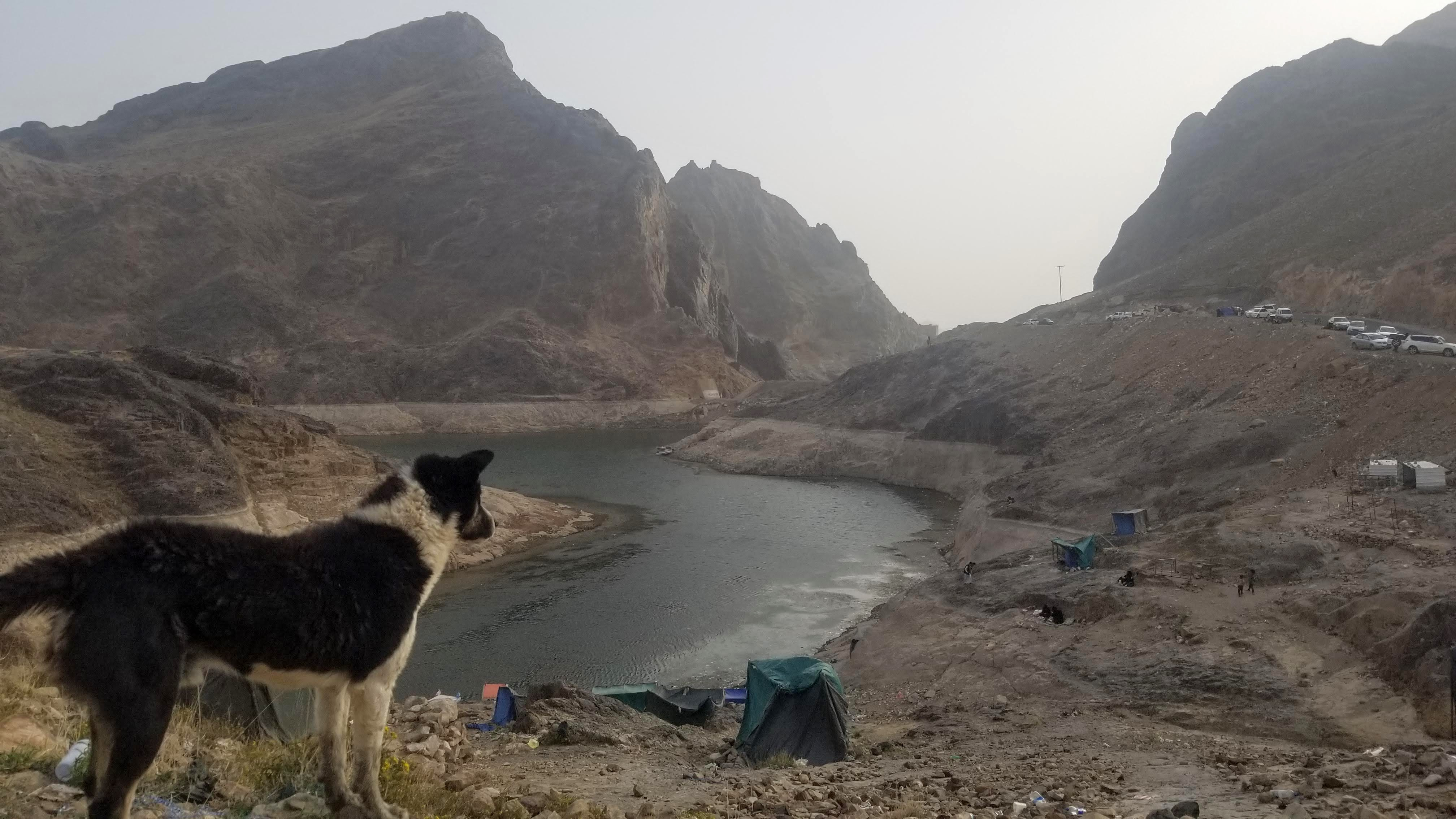
سد شاحك

سد شاحك سد مياة أثري يقع في منطقة خولان مديرية سنحان وبني بهلول بمحافظة صنعاء اليمنية ، وهو من السدود الحميرية يحيط به جبل اللوز من جميع جهاته إلا من جهة جبل تنعم وكان يسقي أراضي تنعم، و وادي الأجبار الذي كان يسمى قديماً وادي التناعم، كما كانت تستفيد منه الآبارالجوفية بصنعاء وما حولها وهو على بعد 25كم شرق صنعاء.
لا تزال آثارالعمارة والسواقي ظاهرة و قائمة في عرض الجبل المحيط بالسد ومنحوتة نحتاً. اما قاعة السد الفسيحة التي يتجمع فيها المياه والتي تحيطها الجبال الشاهقة والصماء. ويوجد فيها آثارٌ حميرية قديمة في محل الهجرين . 

## وصلات خارجية
- رؤية لتوسيع العاصمة صنعاء